# PRIMARY (稲垣潤一のアルバム)
『PRIMARY』（プライマリー）は、1996年9月21日にリリースされた、稲垣潤一16枚目のオリジナル・アルバム。

## 解説
air RECORDS移籍第1弾アルバム。シングルは「雨の朝と風の夜に」を収録。

## 収録曲
1. 天使さえ知らない
  - 作詞：森雪之丞　作曲：野見山正貴　編曲：後藤次利
2. 雨の朝と風の夜に
  - 作詞：湯川れい子　作曲：松本俊明　編曲：後藤次利
3. ジョバンニの恋人
  - 作詞：湯川れい子　作曲：坂本洋　編曲：松本晃彦
4. 神様のミステイク
  - 作詞：森雪之丞　作曲：坂本洋　編曲：本間昭光
5. Lonely Private Eyes
  - 作詞：山田ひろし　作曲：三井誠　編曲：本間昭光
6. 青い罪
  - 作詞：稲垣潤一・紫夢　作曲・稲垣潤一　編曲：稲垣潤一・塩入俊哉
7. 602号室の吟遊詩人
  - 作詞：森雪之丞　作曲：安部恭弘　編曲：井上鑑
8. 真夏の果てまで
  - 作詞：売野雅勇　作曲：岡本朗　編曲：後藤次利
  - ※「雨の朝と風の夜に」カップリング曲
9. 千の悲しみを超えて
  - 作詞：稲垣潤一・紫夢　作曲：稲垣潤一　編曲：塩入俊哉・稲垣潤一
10. 夏が行くよ
  - 作詞：売野雅勇　作曲：谷本新　編曲：井上鑑